# Wincenty Przyałgowski
Wincenty Przyałgowski herbu Nieczuja (ur. 1818, zm. 15 kwietnia 1878 w Moskwie) – polski ksiądz katolicki, tłumacz, encyklopedysta  .

## Życiorys
Był tłumaczem, który z języka żmudzkiego na język polski przełożył dwutomową historię biskupstwa żmudzkiego. W 1860 roku wydał w Petersburgu trzytomową publikację Żywoty biskupów wileńskich T. 1-3  .
Był również encyklopedystą piszącym hasła do 28 tomowej Encyklopedii Powszechnej Orgelbranda z lat 1859-1868. Jego nazwisko wymienione jest w I tomie z 1859 roku na liście twórców zawartości tej encyklopedii .